# Ugine
Ugine (Savoyaards: Ugena) is een gemeente in het Franse departement Savoie in de regio Auvergne-Rhône-Alpes. De plaats maakt deel uit van het arrondissement Albertville. Ugine telde op 1 januari 2022 7.162 inwoners.

## Geschiedenis
In 1904 opende de Zwitsers industrieel Paul Girod een staalfabriek in het landelijke Ugine aan de oever van de Arly. De fabriek kende een sterke groei. Girod trok arbeiders aan uit het buitenland, waaronder een deel Russen die gevlucht waren na de revolutie. Voor hen liet hij een klein Russisch-orthodox kerkgebouw optrekken. De nieuwe wijk van Ugine, met een eigen katholieke kerk en winkels, werd beschermd als Patrimonium van de XXe eeuw.

## Geografie
De oppervlakte van Ugine bedroeg op 1 januari 2022 57,36 vierkante kilometer; de bevolkingsdichtheid was toen 124,9 inwoners per km². Ugine ligt aan de voet van de Mont Charvin (2.409 meter). De Arly, een zijrivier van de Isère, stroomt door de gemeente.
De onderstaande kaart toont de ligging van Ugine met de belangrijkste infrastructuur en aangrenzende gemeenten.

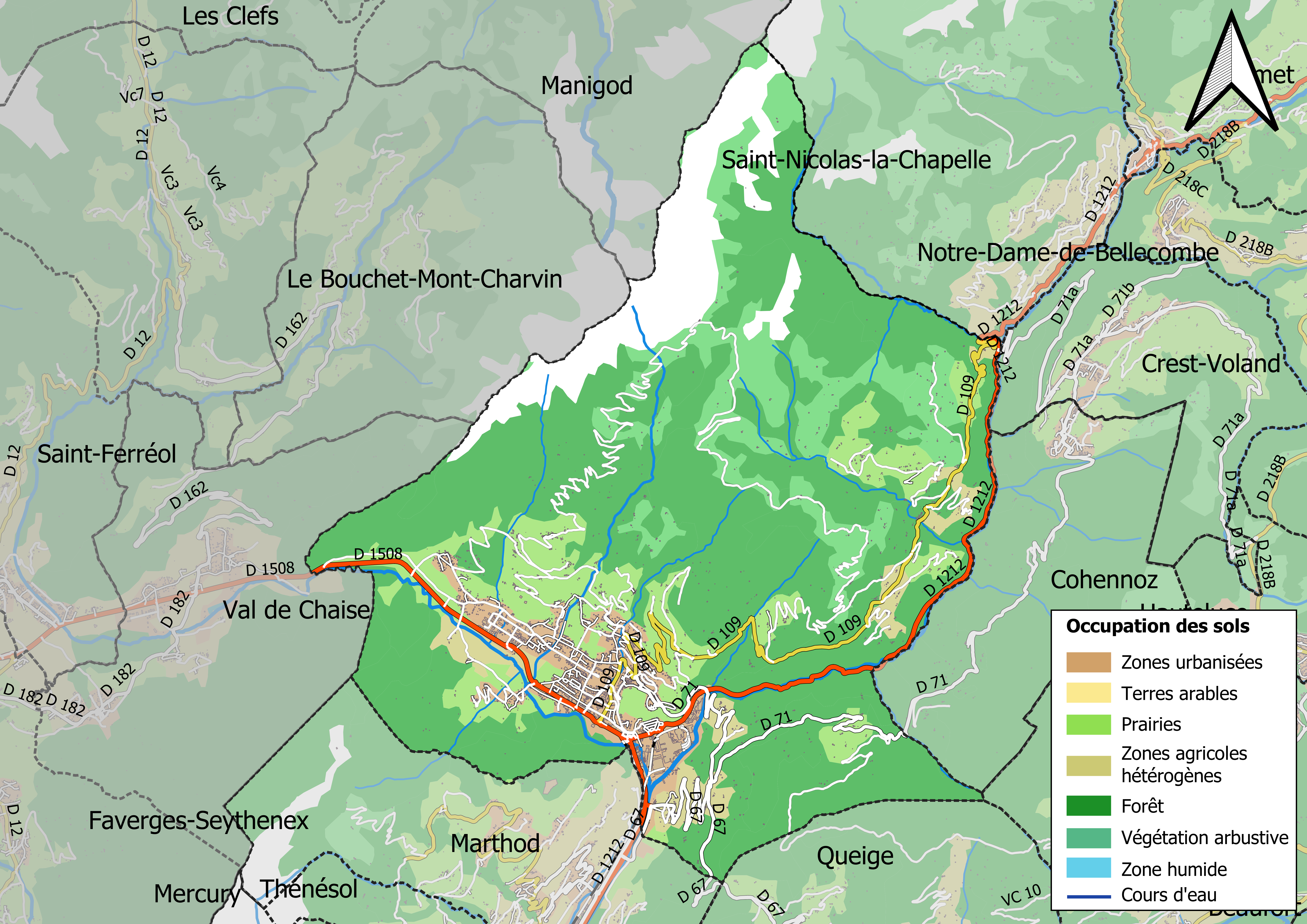

## Demografie
Onderstaande figuur toont het verloop van het inwonertal.